# Кадикьой

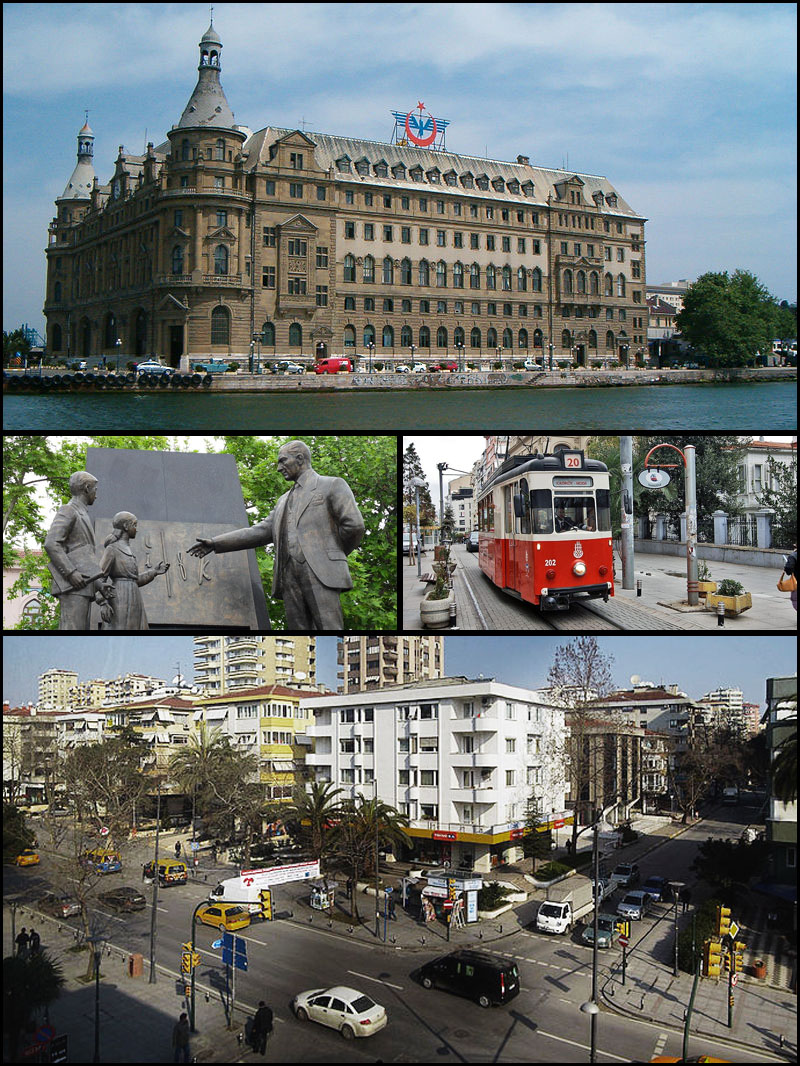
Місця в Кадикьої. Згори: Вокзал Хайдарпаша; посередині: пам'ятник Ататюрку та Ностальгічний трамвай; знизу: проспект Багдат.

Кадикьой (тур. Kadıköy), у Візантії Халкідон (грец. Χαλκηδών) — великий, густонаселений багатонаціональний район в анатолійській частині Стамбула, на північному узбережжі Мармурового моря, навпроти історичного центра міста (що знаходиться на фракійському березі Босфору).

## Назва
В 685 р. до н. е. греки з Мегари заснували невелике поселення «Халкідон», що означає «місто сліпих». Легенда говорить, що люди Халкідону, мабуть, були сліпими, щоб не бачити яскраву красу та стратегічну корисність півострова. Тут відбувся відомий Халкедонський собор.
Після османського завоювання Мехмед Завойовник надав сільськогосподарські угіддя з Халкідону Ізиру Бею, першому стамбульському судді-осману. Назва «Халкідон» була змінена і стала «Кадикьой», що означає «село судді» («kadı» означає «суддя», а «köy» означає «село»).

## Район
Назва Кадикьой також стосується основного житлового масиву у складі району, де розташовано багато кінотеатрів, книгарень і барів, і який є культурним центром анатолійської частини Стамбула.
Кадикьой став районом 1928 року, коли його відокремили від району Ускюдар. Того ж року Ічеренкьой, Бостанджи та Суадіє також було відокремлено від Картала і вони стали частиною Кадикьоя. Сусідніми районами є Ускюдар на північному заході, Аташехір на північному сході, Малтепе на південному сході і Картал — за Малтепе. Населення Кадикьоя, відповідно до перепису 2007 року, становить 509 282 осіб.

## Транспорт
Кадикьой — важливий транспортний вузол. Тут розміщений важливий пасажирський порт зі сполученням з Принцевими островами та Європейською частиною Стамбулу, а також залізнична станція, станція метро та автобусна станція.

## Відомі особистості
В поселенні народився:
- Фікрет Муалла (1903—1967) — авангардний турецький художник.

## Галерея

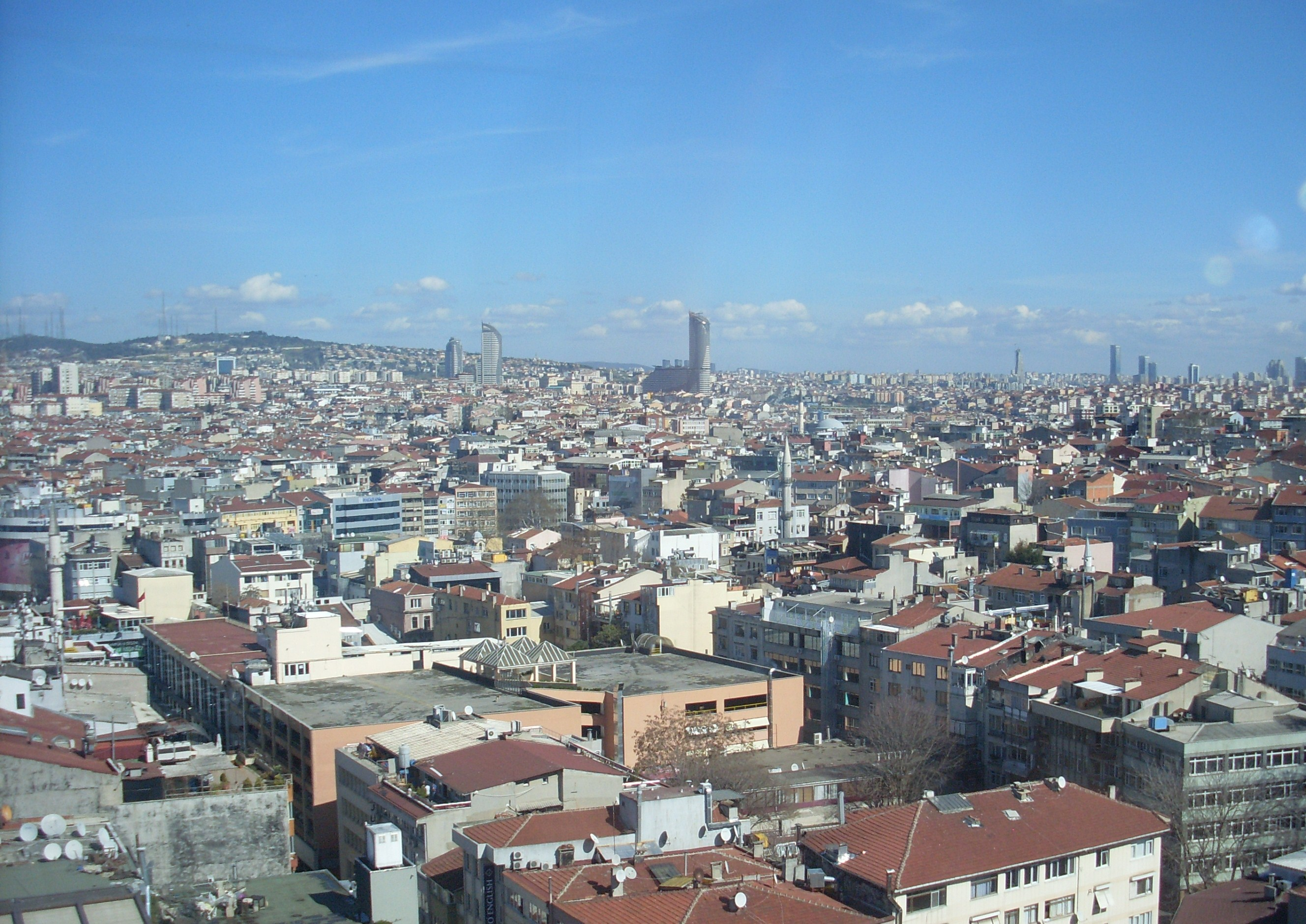
Панорама
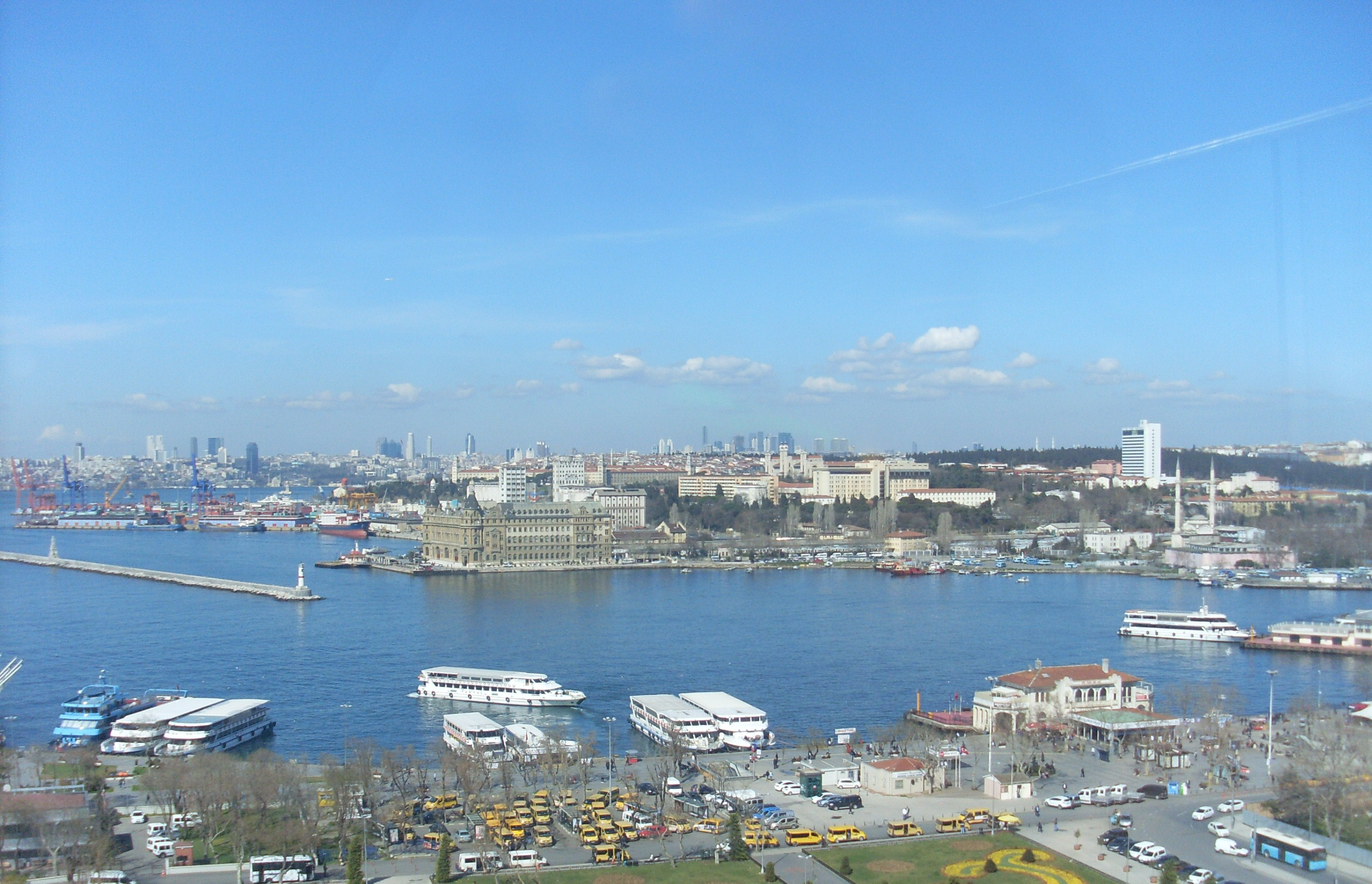
Панорама
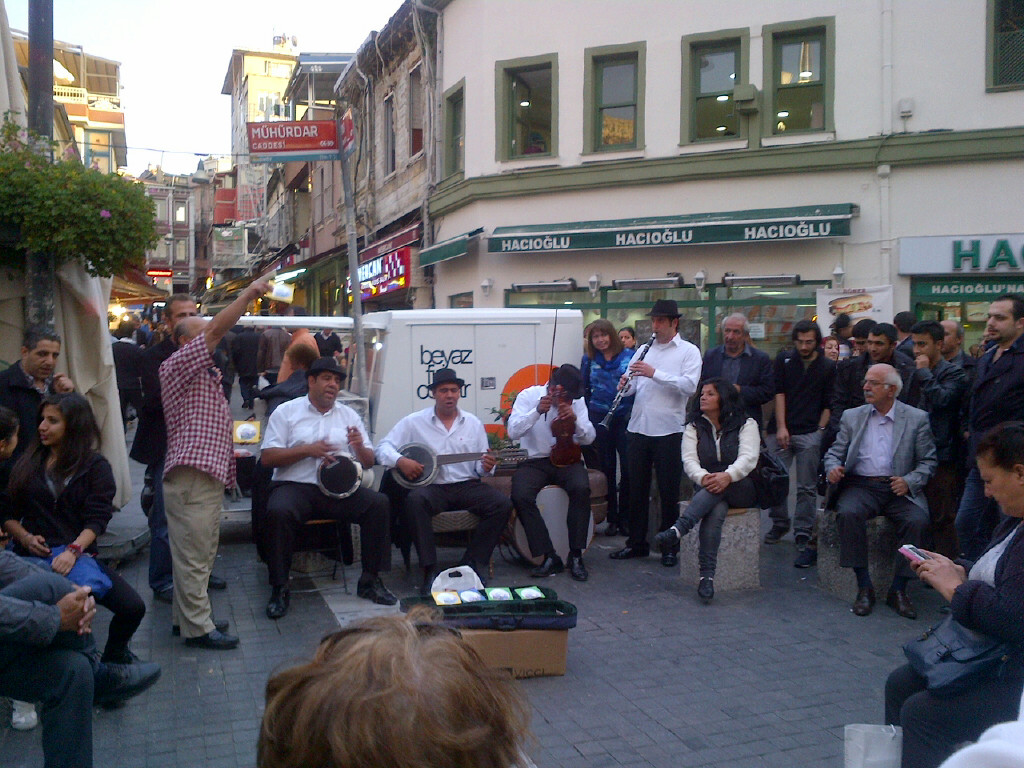
Вуличні артисти
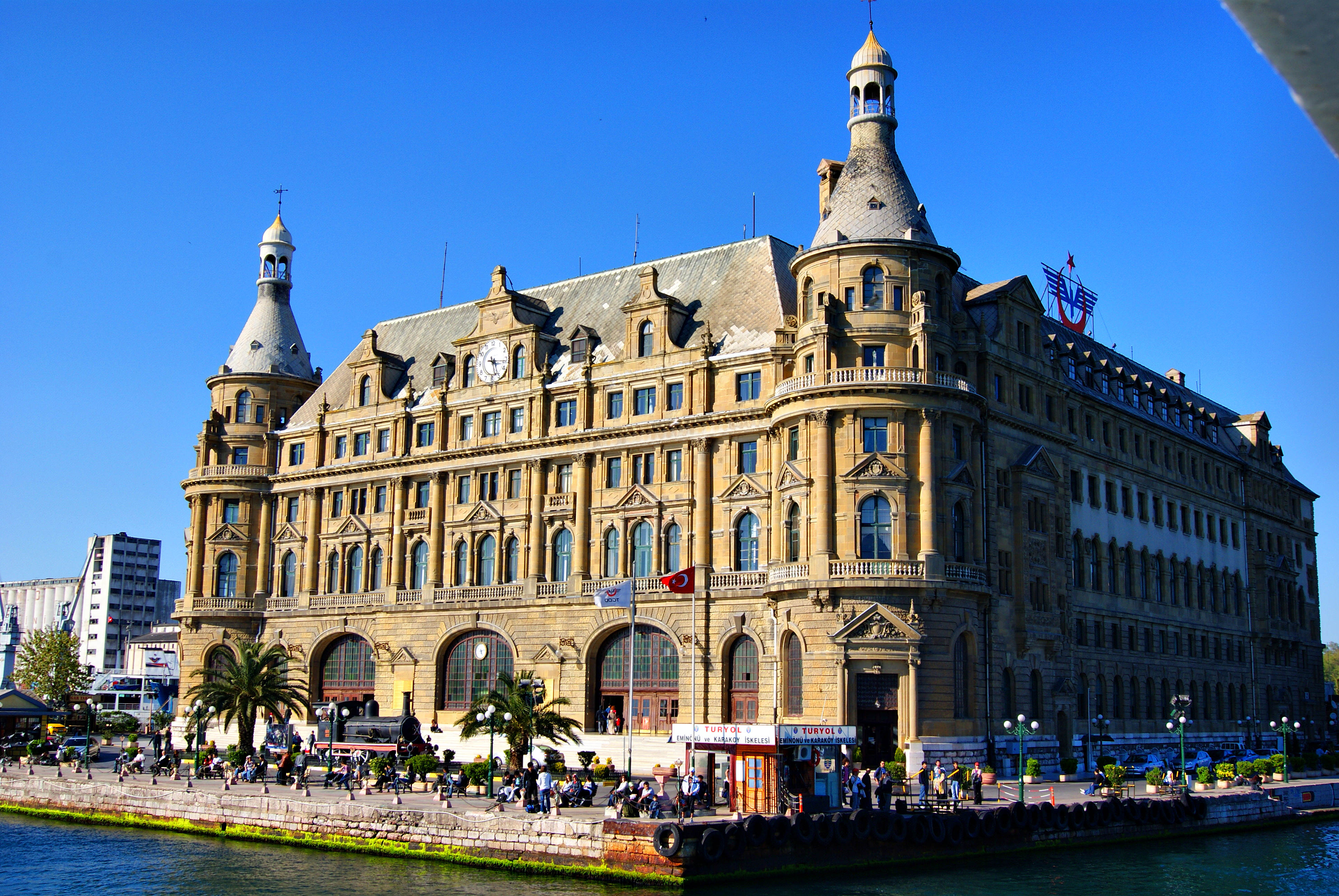
Гайдарпаша (станція)